# Motortram

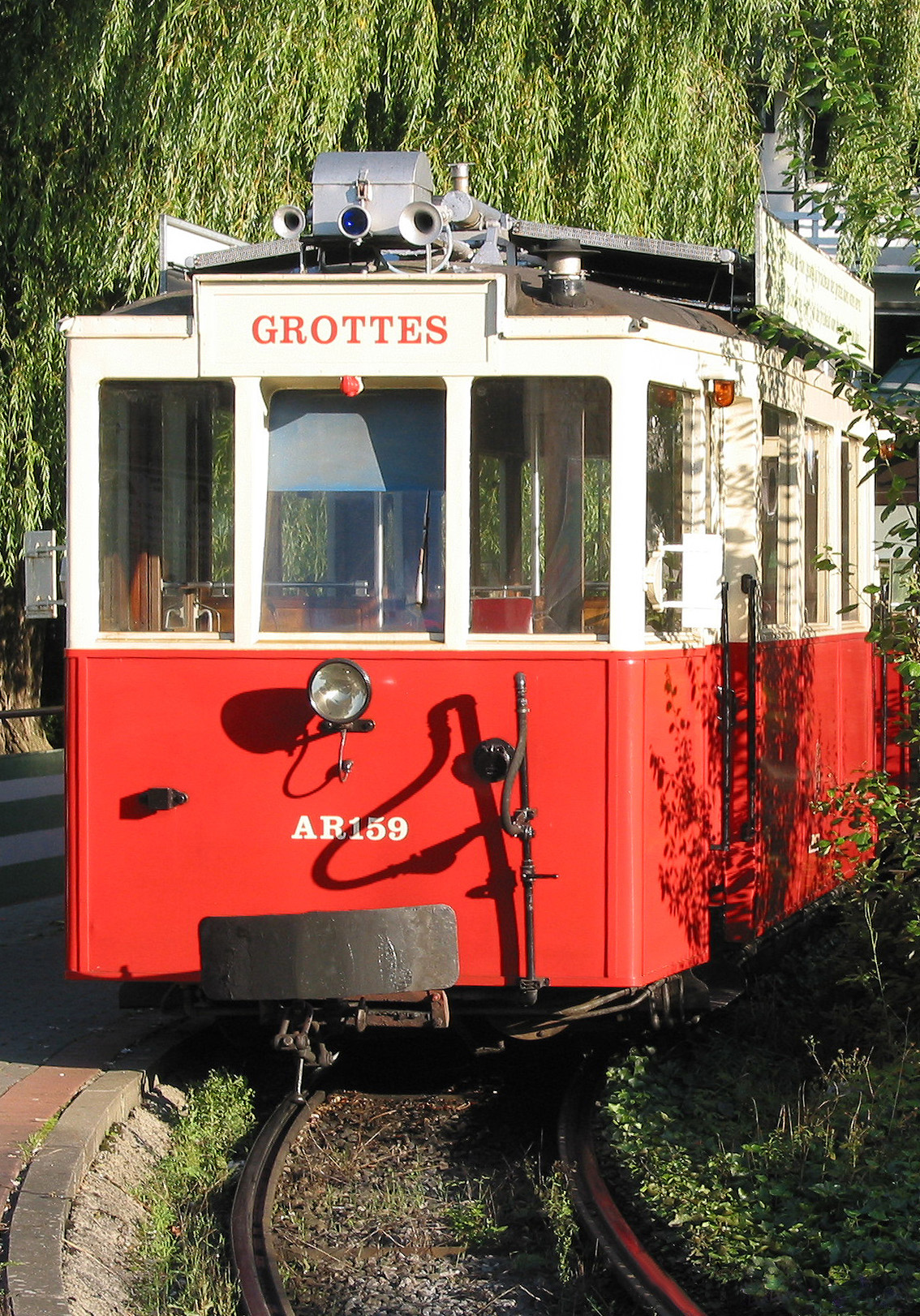
Een motortram (spoorauto) van de Tram van Han. Dit type reed op veel niet-geëlektrificeerde buurtspoorlijnen.

Een motortram, in Nederlandstalig België een spoorauto genoemd, is een tram die wordt voortbewogen door een verbrandingsmotor. In de beginperiode van de motortram, eind negentiende eeuw werden gasmotoren toegepast. Later in de jaren twintig, was dit meestal een benzinemotor, maar vanaf de jaren dertig reden motortrams meestal met een dieselmotor. Ook waren er dieselelektrische motortrams, waarbij de dieselmotor de stroom leverde voor de elektromotoren. Veelal werden bestaande stoomtramrijtuigen als aanhangrijtuigen getrokken. Vergelijkbare voertuigen voor de spoorwegen worden railbus of motorrijtuig genoemd.

## Varianten

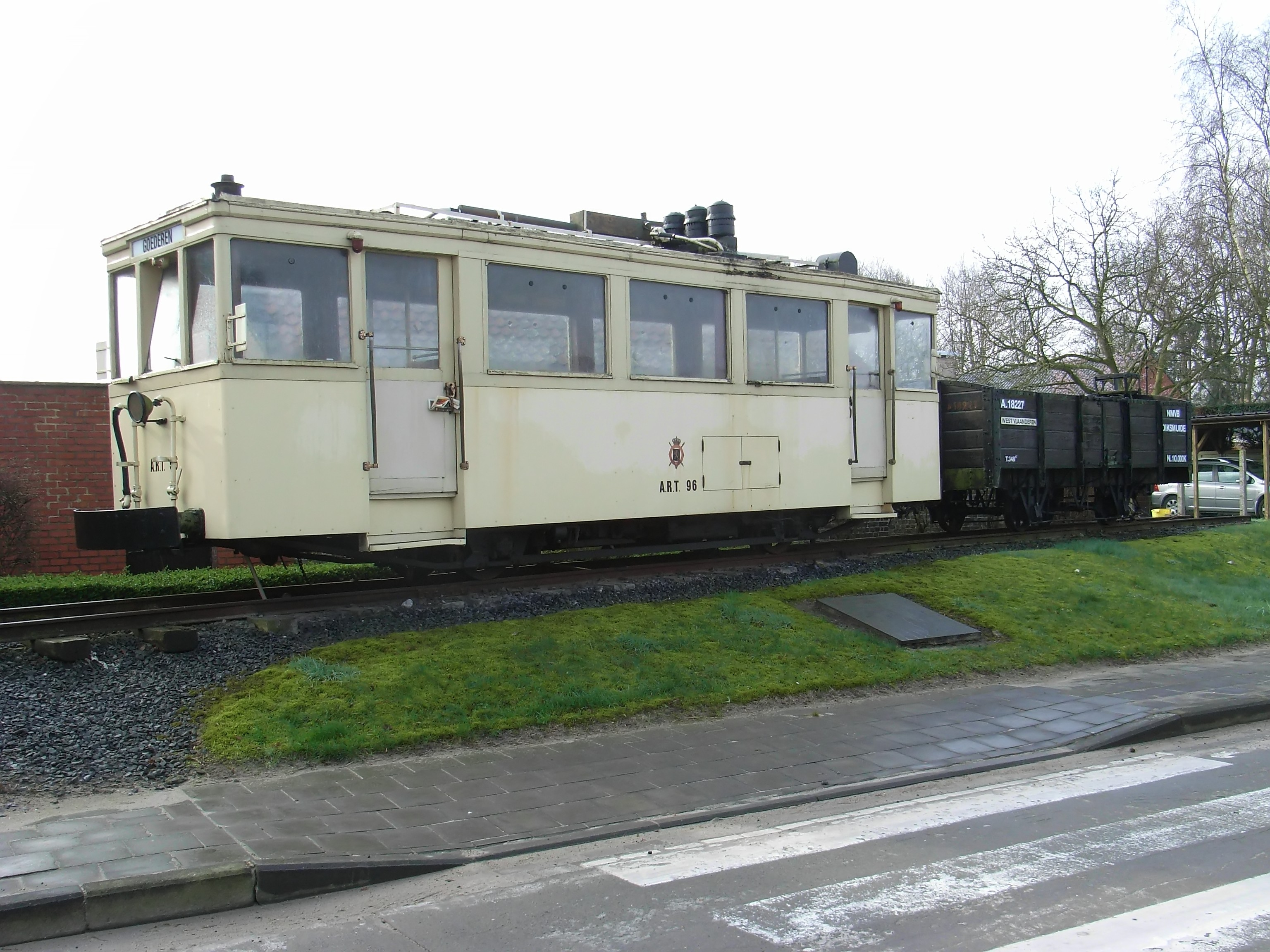
Een NMVB motortram/spoorauto als monument te Koekelare

Bij motortrams zijn twee varianten mogelijk. De eerste mogelijkheid was dat een auto met benzine- of dieselmotor een aanhanger op rails voorttrok: de zogenaamde tractortram. Deze aanhangers waren meestal eerder in gebruik als paardentram. Deze variant heeft enkele jaren onder andere in Alkmaar, in Amsterdam en tussen Groningen - Eelde gereden. 
De andere mogelijkheid was een tram met ingebouwde motor op gas, diesel of benzine. Van 1894 tot 1901 heeft in Dessau een trambedrijf (de Gasmotorbahn) gehad met motorwagens op gas. Van de benzinevariant heeft zelfs een gelede variant van bestaan: tram 501/502 van de RETM. Deze heeft slechts kort gereden: van 1924 tot 1928.

## Geschiedenis

### In de 19e eeuw
In 1888 en 1889 reed in Stuttgart een tram met benzinemotor van Daimler, dit omdat paarden van de paardentram moeite hadden met de heuvelachtige omgeving. Nadien werden de Daimler trams ook op terreinen van handelsbeurzen gebruikt, onder meer in Wenen, Palermo en Chicago.

### In de 20e eeuw
De motortram werd verder ontwikkeld om de dure stoomtram te vervangen door een goedkopere exploitatievorm. Vanaf de jaren twintig kreeg de stoomtram steeds meer concurrentie van de autobus, in de jaren dertig kwam daar nog de economische crisis bij. In Nederland en in andere landen waren diverse stoomtrambedrijven die motortrams inzetten en daarmee de vervanging door autobussen konden uitstellen. Vooral de Gooise Tram en de Rotterdamsche Tramweg Maatschappij (RTM) gebruikten vanaf de jaren dertig op grotere schaal motortrams. Ook bij de Nederlandsche Tramweg Maatschappij (NTM) in Friesland, de Gelderse Tram, de Maas-Buurtspoorweg (MBS) en de Zeeuws-Vlaamse Tramweg Maatschappij (ZVTM) werden motortrams ingevoerd.

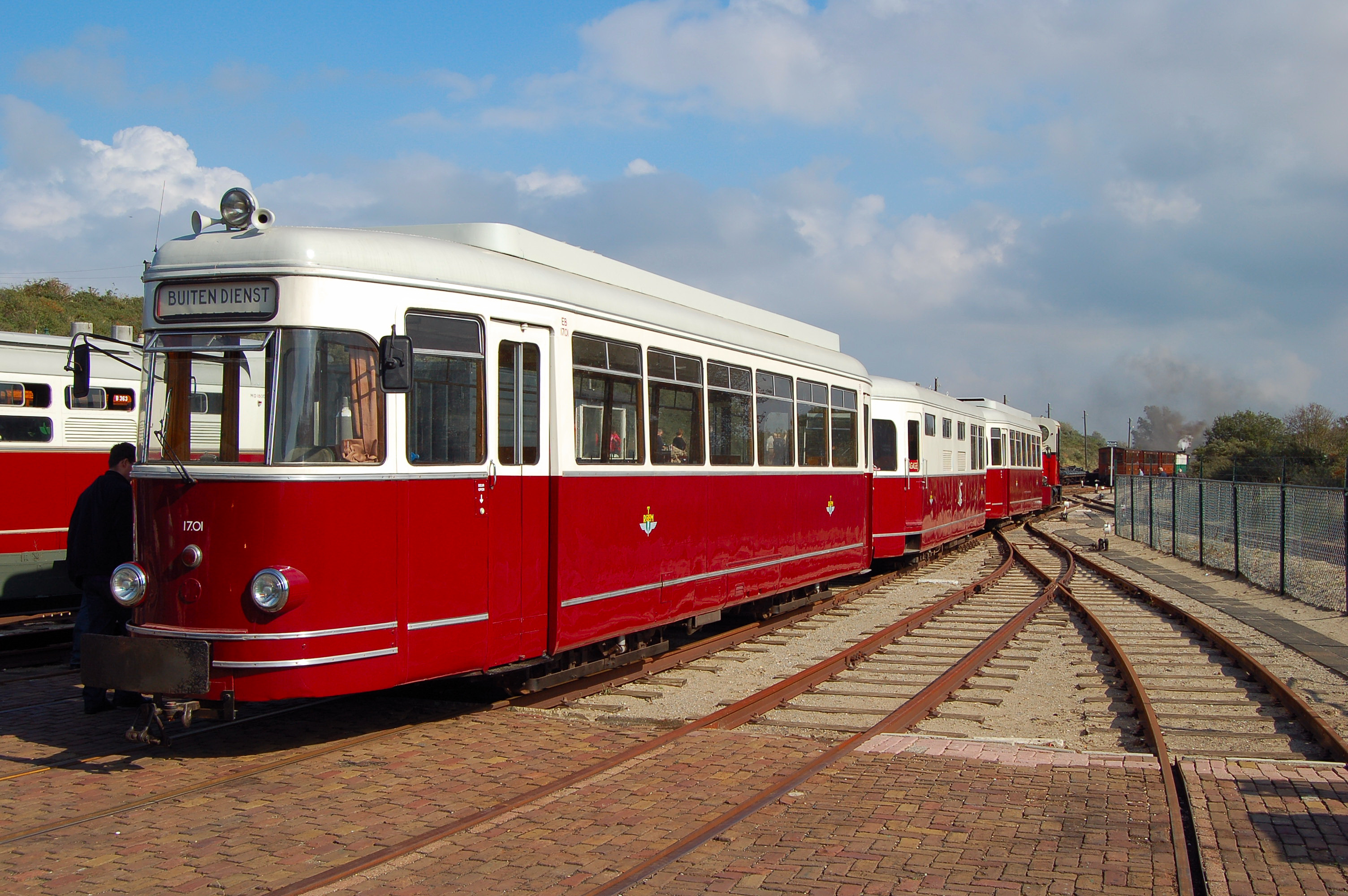
Motortram Sperwer, die vroeger bij de RTM reed.

#### RTM
Na 1950 waren alleen bij de RTM nog motortrams in gebruik, die daar uiteindelijk alle stoomtrams vervingen. Het na de Tweede Wereldoorlog van de MBS en ZVTM overgenomen materieel verrichtte bij de RTM nog een aantal jaren nuttige diensten. In de jaren zestig werden uiteindelijk ook de motortrams van de RTM door autobussen vervangen. Het langst in dienst geweest is het uit drie wagens bestaande Sperwerstel, dat na jarenlange dienst in Oostenrijk uiteindelijk plek vond bij het Rijdend Tram Museum (RTM) te Ouddorp.

#### België
Ook de Nationale Maatschappij van Buurtspoorwegen in België heeft op vele lijnen waar elektrificatie niet lonend was, spoorauto's in dienst gehad.

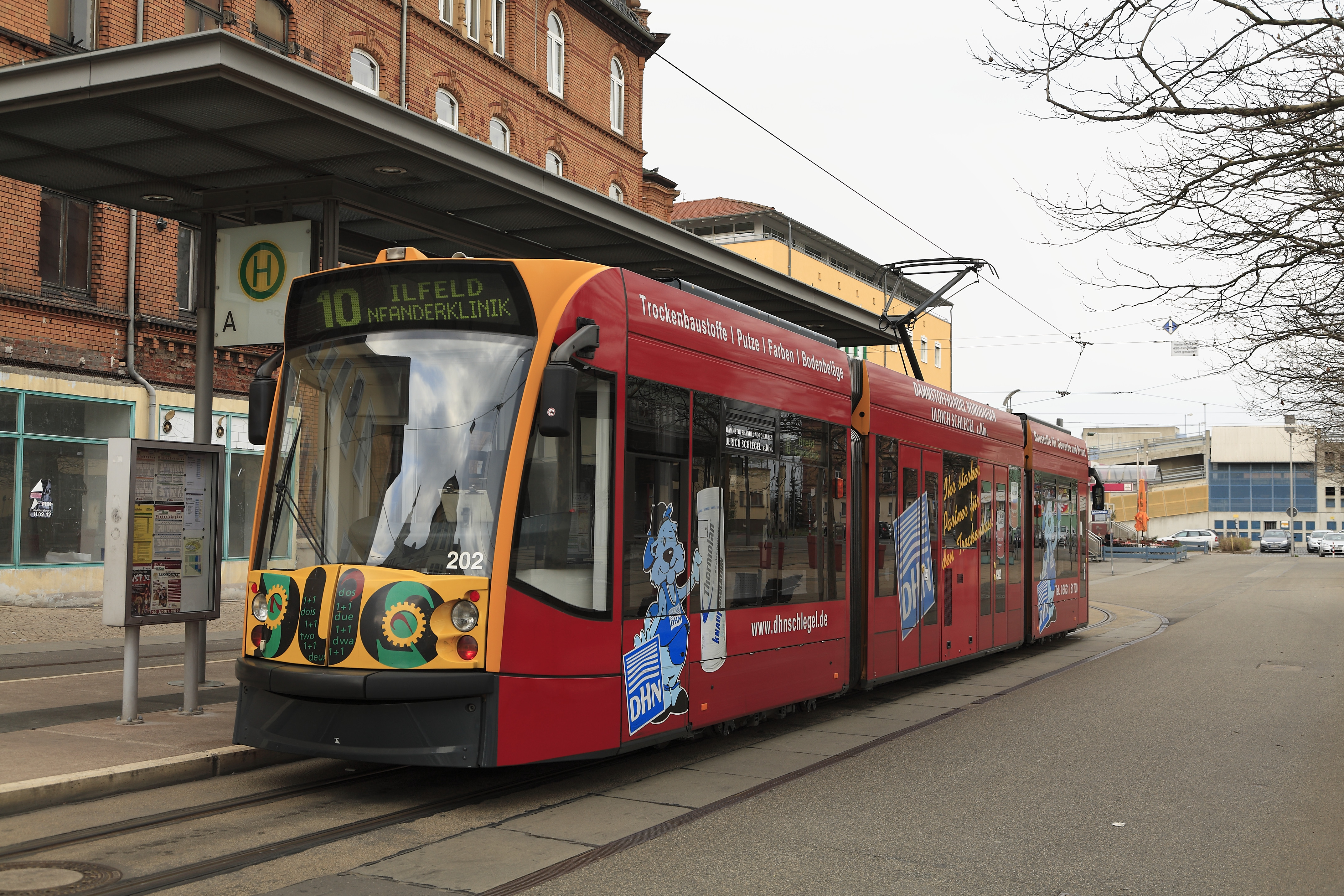
Hybride tram in Nordhausen: tussen de deuren zit het rooster van de dieselmotor.

### In de 21e eeuw
Sinds eind 2006 rijden bij de RegioTram in Kassel trams van het type duo Alstom RegioCitadis. Hierbij wordt deels met    
pantograaf op een geëlektrificeerd baanvak gereden en deels met een diesel-elektrische motor op een niet geëlektrificeerd baanvak. Ook in Nordhausen rijdt er tram op een niet-geëlektrificeerd metersporig traject (zie tram Nordhausen). Omdat deze tramrijtuigen zowel op diesel als ook op elektriciteit kunnen rijden, zijn het zogenoemde hybride voertuigen.